# Lepidostoma weaveri
Lepidostoma weaveri är en nattsländeart som beskrevs av Harris 1986. Lepidostoma weaveri ingår i släktet Lepidostoma och familjen kantrörsnattsländor. Inga underarter finns listade i Catalogue of Life.